# Alard Nuceus
Alard Nuceus fou un compositor francès del segle xvi.
El seu verdader nom era "Dunoyer", però se’l coneixia principalment per Nuceus du Gauquier, traducció llatina del nord de França de Dunoyer (Del Noguer).
Primerament fou tenor de la capella imperial de Viena i després mestre de capella de l'arxiduc Mateu, futur emperador d'Àustria.
Entre les seves composicions figurem un Magnificat, a quatre i sis veus, i quatre, Misses a quatre, sis i vuit veus.